# NXN
NXN (англ. Nucleoredoxin) – білок, який кодується однойменним геном, розташованим у людей на 17-й хромосомі. Довжина поліпептидного ланцюга білка становить 435 амінокислот, а молекулярна маса — 48 392.
| 10         |  | 20         |  | 30         |  | 40         |  | 50         |
| ---------- |  | ---------- |  | ---------- |  | ---------- |  | ---------- |
| MSGFLEELLG |  | EKLVTGGGEE |  | VDVHSLGARG |  | ISLLGLYFGC |  | SLSAPCAQLS |
| ASLAAFYGRL |  | RGDAAAGPGP |  | GAGAGAAAEP |  | EPRRRLEIVF |  | VSSDQDQRQW |
| QDFVRDMPWL |  | ALPYKEKHRK |  | LKLWNKYRIS |  | NIPSLIFLDA |  | TTGKVVCRNG |
| LLVIRDDPEG |  | LEFPWGPKPF |  | REVIAGPLLR |  | NNGQSLESSS |  | LEGSHVGVYF |
| SAHWCPPCRS |  | LTRVLVESYR |  | KIKEAGQNFE |  | IIFVSADRSE |  | ESFKQYFSEM |
| PWLAVPYTDE |  | ARRSRLNRLY |  | GIQGIPTLIM |  | LDPQGEVITR |  | QGRVEVLNDE |
| DCREFPWHPK |  | PVLELSDSNA |  | AQLNEGPCLV |  | LFVDSEDDGE |  | SEAAKQLIQP |
| IAEKIIAKYK |  | AKEEEAPLLF |  | FVAGEDDMTD |  | SLRDYTNLPE |  | AAPLLTILDM |
| SARAKYVMDV |  | EEITPAIVEA |  | FVNDFLAEKL |  | KPEPI      |  |            |

A: Аланін

C: Цистеїн

D: Аспарагінова кислота

E: Глутамінова кислота

F: Фенілаланін

G: Гліцин

H: Гістидин

I: Ізолейцин

K: Лізин

L: Лейцин

M: Метіонін

N: Аспарагін

P: Пролін

Q: Глутамін

R: Аргінін

S: Серин

T: Треонін

V: Валін

W: Триптофан

Кодований геном білок за функціями належить до оксидоредуктаз, білків розвитку. 
Задіяний у таких біологічних процесах, як диференціація клітин, сигнальний шлях Wnt, ацетилювання, альтернативний сплайсинг. 
Білок має сайт для зв'язування з НАД. 
Локалізований у цитоплазмі, ядрі.